# Airbus A320neo
Airbus A320neo (фр.: [ɛʁbys] ( прослухати), укр. Ерб́юс, англ.: [ˈɛərbʌs] — укр. Ейрб́ас) є сімейством авіалайнерів, конструйованих компанією Airbus, починаючи з грудня 2010 р. з суфіксом у назві «neo», що означає «варіант з новим двигуном» (new engine option). Є остаточним кроком реалізації програми модернізації A320 Enhanced (A320E), розпочатої у 2006 р. A320neo прийде на заміну класичного A320, котрий відтепер іменується А320ceo, тобто «варіант з поточним двигуном» (current engine option).
Окрім нових двигунів, програма модернізації також включає наступні покращення: поліпшення аеродинаміки, великі вигнуті закінцівки крила (sharklets), зменшення ваги, новий салон із збільшеними полицями для ручної поклажі і вдосконалена система кондиціювання повітря. Авіакомпанії матимуть право вибору виробника двигуна: CFM International LEAP-1A або Pratt & Whitney PW1100G.
Всі згадані покращення прогнозовано зменшать на 15 % споживання палива на кожен літак, на 8 % зменшаться операційні витрати, понижена шумність та емісія оксидів азоту (NOx) порівняно з A320 на 10 %, а також приблизно на 500 nmi (900 км) збільшено дальність польоту. Оновлений салон тепер вміщатиме на 20 пасажирів більше, що заощадить до 20 % пального з розрахунку на пасажира.

## Розробка

### A320 Enhanced

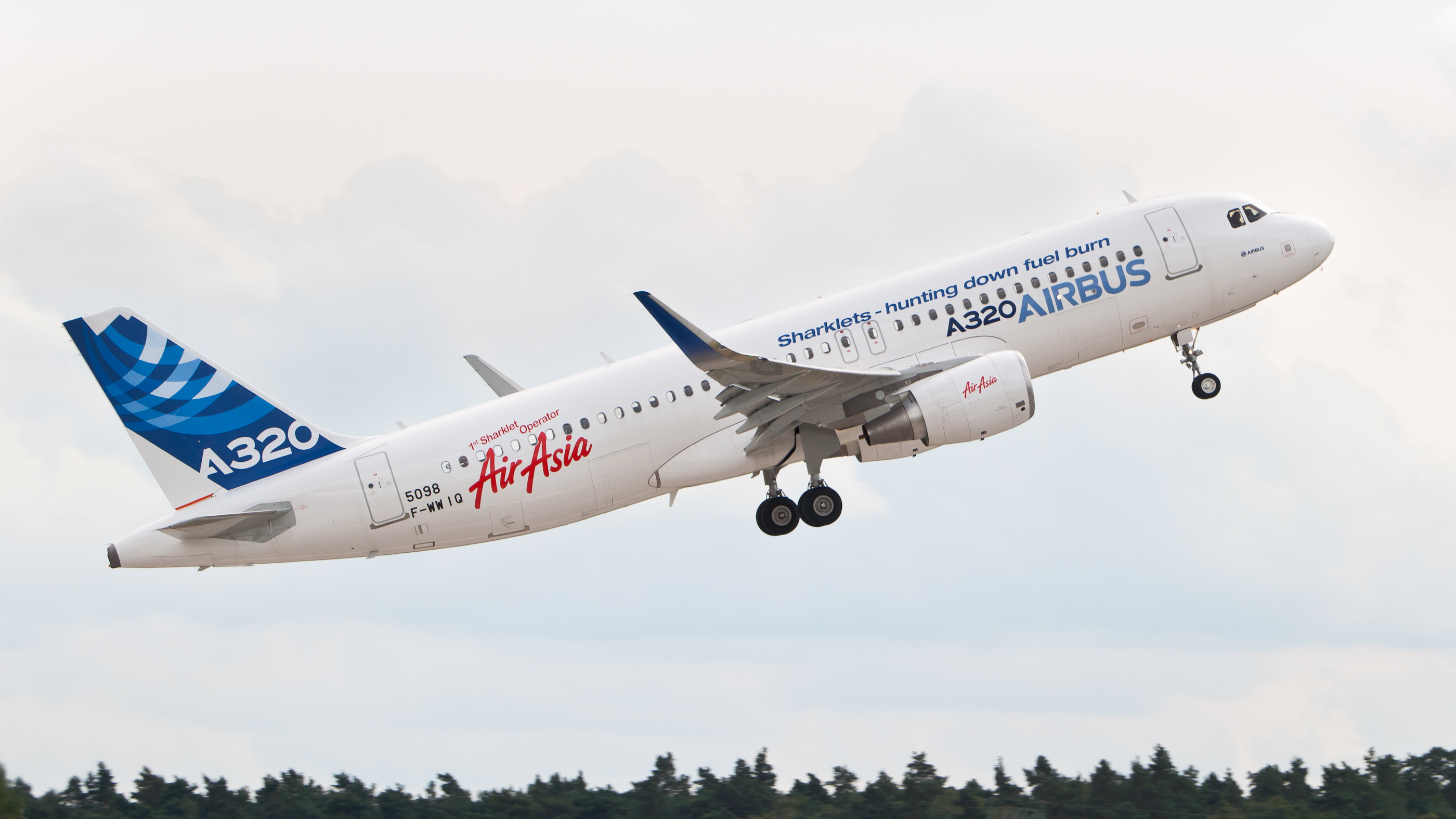
Airbus A320 Enhanced (A320E) з «акулячими плавцями» на ILA 2012

Airbus вела розробку спадкоємця для сім'ї A320 як в ролі цілком нового літака, так і шляхом оновлення існуючої моделі. У 2006 р. Airbus запустив програму A320 Enhanced, «Збільшений» («A320E») у вигляді низки оновлень сімейства A320. Модернізація враховувала поліпшення аеродинаміки, великі вигнуті закінцівки крила (що дадуть економію пального 3,5 %), зменшення ваги, новий салон та удосконалення двигунів. Переробку двигунів запланово здійснити на базі A320 у 2007/2008 рр. у вигляді CFM56 Tech Insertion V2500Select (One), котрі, однак, потенційно б скоротили споживання пального лише на 1-2 %, через що Airbus ухвалила рішення замовити виготовлення повністю нових двигунів із назвою «neo».

## Дизайн

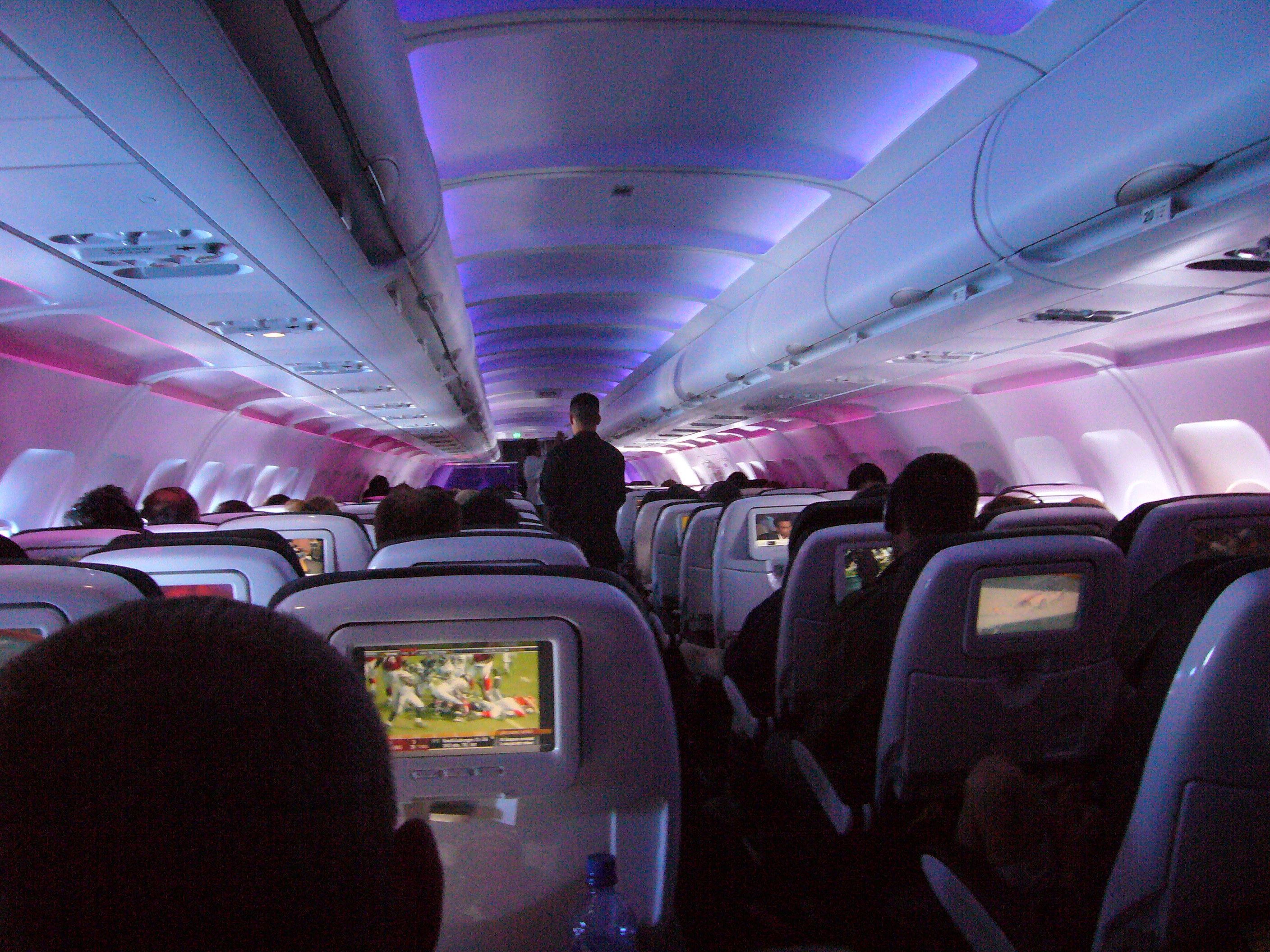
Економ-клас в Airbus A320 Enhanced а/к Virgin America з LED-підсвіткою салона

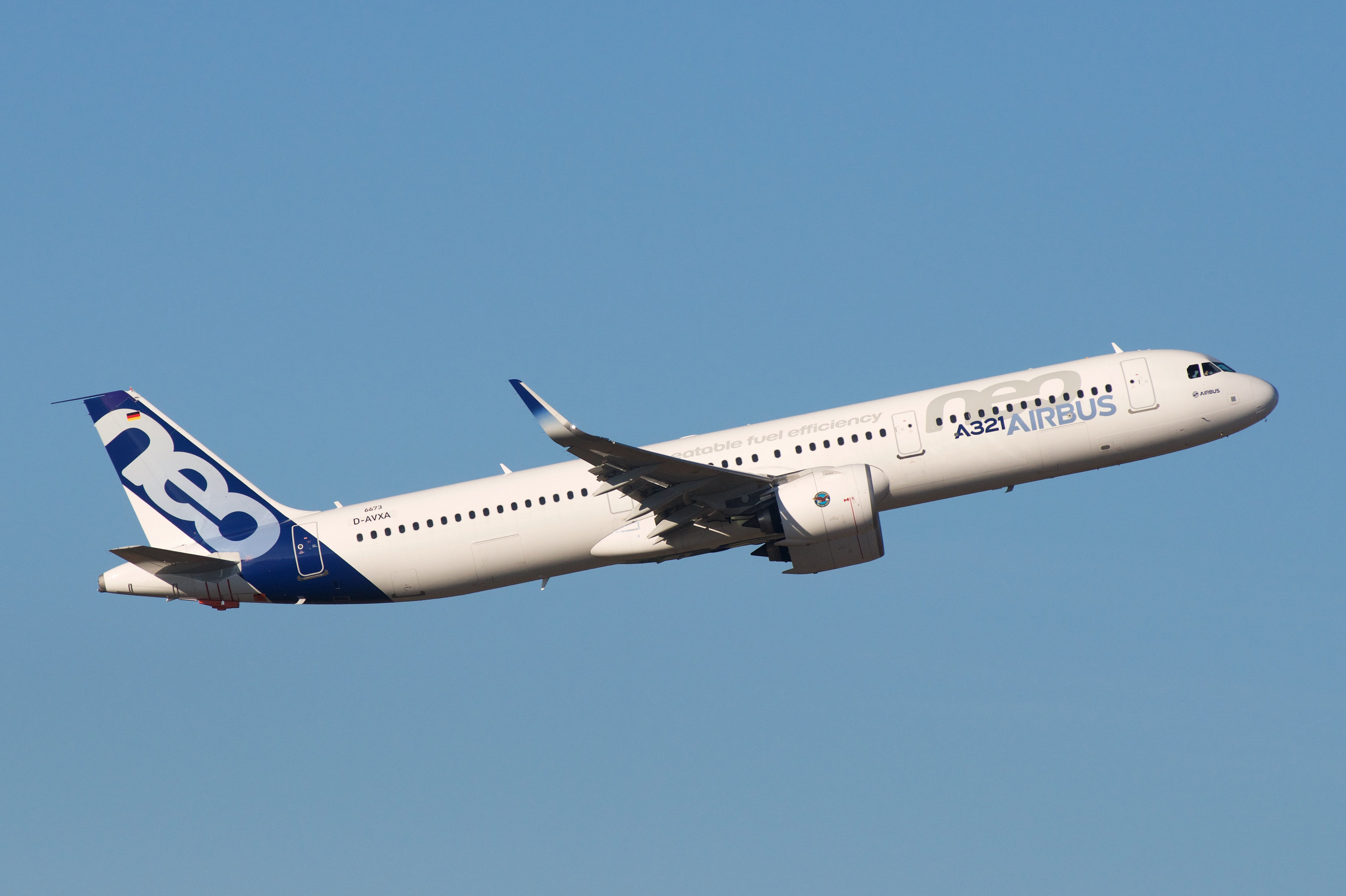
прототип 321нео

Сім'я A320neo включає двигуни найсучаснішого покоління і великі закінцівки крила «Sharklet» (акулячий плавець), які згідно з даними Airbus ощадить до 15 % пального. Нові закінцівки зменшують споживання пального на 3,5-4 % в зв'язку із зменшенням ваги для підйомної сили.
A320neo на 95 % планера сумісний з попередньою моделлю A320 і на 91 % ― по технічному обслуговуванню, планер містить більше композитних матеріалів та алюмієвих сплавів, що зменшують загальну масу. Використання нових матеріалів зменшить загальну кількість запчастин, що очікувано скоротить вартість обслуговування.

## Технічні дані
|                        | A319neo                                                              | A320neo                                                               | A321neo                                                                          |
| ---------------------- | -------------------------------------------------------------------- | --------------------------------------------------------------------- | -------------------------------------------------------------------------------- |
| Екіпаж                 | Two                                                                  | Two                                                                   | Two                                                                              |
| Пасажиро-вмісткість    | 140 (2-class) 160 (1-class, maximum)                                 | 165 (2-class) 195 (1-class, maximum)                                  | 206 (2-class) 240 (1-class, maximum)                                             |
| Інтервал між сидіннями |                                                                      | макс. щільність: 28—29 дюйм (71—74 см)                                | макс. щільність : 28 дюйм (71 см) 16B @ 36 дюйм (91 см) + 190Y @ 30 дюйм (76 см) |
| Ширина сидінь          | Економ-клас з 6 сидіннями в ряді: 18 дюйм (46 см)                    | Економ-клас з 6 сидіннями в ряді: 18 дюйм (46 см)                     | Економ-клас з 6 сидіннями в ряді: 18 дюйм (46 см)                                |
| Вантажний відсік       | 27 m³ (976 ft³)                                                      | 37 m³ (1,322 ft³)                                                     | 51 m³ (1,828 ft³) A321LR: < 51 m³ (1,828 ft³)                                    |
| Довжина                | 33.84 m (111')                                                       | 37.57 m (123'3")                                                      | 44.51 m (146')                                                                   |
| Розмах крил            | 35.80 m (117'5")                                                     | 35.80 m (117'5")                                                      | 35.80 m (117'5")                                                                 |
| Висота                 | 11.76 m (38'7")                                                      | 11.76 m (38'7")                                                       | 11.76 m (38'7")                                                                  |
| Ширина салона          | 3.7 m (12'1")                                                        | 3.7 m (12'1")                                                         | 3.7 m (12'1")                                                                    |
| Крейсерська швидкість  | Mach 0.78(447 вузлів (828 км/год) на крейсерській швидкості)         | Mach 0.78(447 вузлів (828 км/год) на крейсерській швидкості)          | Mach 0.78(447 вузлів (828 км/год) на крейсерській швидкості)                     |
|                        | 60.3 t (132,900 lb)                                                  | 64.3 t (141.800 lb)                                                   | 75.6 t (166.700 lb)                                                              |
| Макс. посадкова маса   | 63.9 t (140.900 lb)                                                  | 67.4 t (148.600 lb)                                                   | 79.2 t (174.600 lb)                                                              |
| Макс. злітна маса      | 75.5 t (166.400 lb)                                                  | 79 t (174.200 lb)                                                     | 93.5 t (206.100 lb) A321LR : 97 t (213.800 lb)                                   |
| Ємність пального       | 26,730 l (7,060 USg)                                                 | 26,730 l (7,060 USg)                                                  | 23,700 l (no ACT) to 3 ACT (A321LR) : 32,940 l (6,261 — 8,700 US gal)            |
| Типова дальність       | 6,950 km (3,750 nm)                                                  | 6,500 km (3,500 nm)                                                   | 6,500 km (3,500 nm) A321LR : 7,400 km (4,000 nm)                                 |
| Двигуни (×2)           | CFM International LEAP-1A або Pratt & Whitney PW1100G                | CFM International LEAP-1A або Pratt & Whitney PW1100G                 | CFM International LEAP-1A або Pratt & Whitney PW1100G                            |
| Діаметр пропелера      | PW1100G: 81 дюйм (206 см), LEAP-1A: 78 дюйм (198 см)                 | PW1100G: 81 дюйм (206 см), LEAP-1A: 78 дюйм (198 см)                  | PW1100G: 81 дюйм (206 см), LEAP-1A: 78 дюйм (198 см)                             |
| Тяга                   | PW1124G : 107.82 kN (24,240 lbf) LEAP-1A24 : 106,8 кН (24 010 фунтс) | PW1127G : 120.43 kN (27,075 lbf) LEAP-1A28 : 120,64 кН (27 120 фунтс) | PW1133G : 147.28 kN (33,110 lbf)/PW1135G LEAP-1A32/33 : 143,05 кН (32 160 фунтс) |
| Перший політ           | -                                                                    | 25 вересня 2014 р.                                                    | 9 лютого 2016 р.                                                                 |